# Перевозный, Михаил Иванович
Михаил Иванович Перевозный (7 мая 1918 года — 19 сентября 1944 года) — начальник штаба 1848-го истребительно-противотанкового артиллерийского полка 30-й отдельной истребительно-противотанковой бригады 7-й гвардейской армии Степного фронта, майор.

## Биография
Родился 7 мая 1918 года в селе Мечебилово ныне Барвенковского района Харьковской области Украины. По окончании педагогического техникума работал учителем младших классов в Елизаветовской сельской школе Лозовского района.
Был призван в Красную Армию в 1939 году. В 1941 году окончил артиллерийское училище. Участвовал в боях Великой Отечественной войны с 1941 года. Под Москвой командовал взводом. Участвовал в сражениях на Курской дуге.
Лично руководил переправой своего полка через реку Днепр и участвовал в бою за захват и удержание плацдарма в районе села Бородаевка Верхнеднепровского района Днепропетровской области Украины. 26 октября 1943 года за образцовое выполнение боевых заданий присвоено звание Героя Советского Союза с вручением ордена Ленина и медали «Золотая Звезда».
Был смертельно ранен 19 сентября 1944 года в одном из боёв за освобождение Румынии и в тот же день скончался. Именем Героя названы улицы в городе Лозовая и в селе Новая Мечебиловка.